# Lophopoeum bituberculatum
Lophopoeum bituberculatum là một loài bọ cánh cứng trong họ Cerambycidae.